# Frank Cornish
Frank Edgar Cornish IV, conhecido como Frank Cornish (Chicago, 24 de setembro de 1967 – Southlake, 22 de agosto de 2008), foi um jogador profissional de futebol americano estadunidense que foi campeão da temporada de 1993 da National Football League jogando pelo Dallas Cowboys.